# Strandnebba
Strandnebba (norwegisch für Strandschnabel) ist ein niedriger Hügel aus blankem Fels an der Prinz-Harald-Küste des ostantarktischen Königin-Maud-Lands. Am Südufer der Lützow-Holm-Bucht ragt er 1,5 km südwestlich des Vesleknausen auf.
Norwegische Kartographen, die ihn auch benannten, kartierten ihn anhand von Luftaufnahmen der Lars-Christensen-Expedition 1936/37.